# مات ستيفنز (لاعب كرة قدم أمريكية أمريكي)
مات ستيفنز (بالإنجليزية: Matt Stevens)‏ هو لاعب كرة قدم أمريكية أمريكي، ولد في 30 يوليو 1964 في سولفور في الولايات المتحدة.

## وصلات خارجية
- مات ستيفنز (لاعب كرة قدم أمريكية أمريكي) على موقع مرجع كرة القدم المحترفة.كوم (الإنجليزية)